# San Felice sul Panaro

Die Banco Popolare in San Felice sul Panaro

San Felice sul Panaro ist eine norditalienische Gemeinde (comune) mit 10.827 Einwohnern (Stand 31. Dezember 2023) in der Provinz Modena in der Emilia-Romagna. Die Gemeinde liegt etwa 27,5 Kilometer nordöstlich von Modena, etwa 38 Kilometer westlich von Ferrara und etwa 41 Kilometer nordwestlich von Bologna. Die Gemeinde liegt in der südlichen Poebene.
Im Widerspruch zur Ortsbezeichnung liegt der Ort nicht am Fluss Panaro. Dieser fließt hingegen durch die benachbarten Gemeinden Camposanto und Finale Emilia.

## Geschichte
Bereits im 8. Jahrhundert gehörte die Gegend zum Herrschaftsgebiet der Abtei zu Nonantola. 927 wurde die Gemeinde erstmals als Castellum Sancti Felicis genannt. Der spätere Zusatz (sul Panaro) entstand in späterer Zeit, um die Gemeinde von anderen ähnlichen Gemeindebezeichnungen zu unterscheiden, obwohl der Fluss Panaro nicht durch das Gemeindegebiet fließt.
Am 20. Mai 2012 wurde die Stadt von einem Erdbeben heimgesucht, dessen Wert 6,5 auf der Richterskala erreichte. Unter anderen historischen Gebäuden wurde die Rocca Estense aus dem 14. Jahrhundert schwer beschädigt.
Bei einem weiteren Beben kamen am 29. Mai in San Felice mehrere Menschen ums Leben.

## Wirtschaft und Verkehr
San Felice sul Panaro liegt mit einem Bahnhof an der Strecke von Bologna Richtung Brenner. Bekannt ist die Region für die Fleischproduktion. Insbesondere die hier produzierte Salami genießt den Schutz der Herkunftsbezeichnung.
Durch die Gemeinde soll nach vorläufigen Planungen eine Autobahn (Autostrada) von Bologna nach Ferrara führen (Verbindung Autostrada A22 mit der Autostrada A13).

## Persönlichkeiten
- Adeodato Bonasi (1838–1920), Jurist, Hochschullehrer und Politiker
- Amilcare Puviani (1885–1907), Ökonom
- Linda Thelma (1884–1939), argentinische Schauspielerin und Sängerin

## Trivia
Der jährliche Magico Carnival gehört zu den größten Karnevalveranstaltungen in Italien.